# Dermaleipa meterythra
Dermaleipa meterythra là một loài bướm đêm trong họ Erebidae.